# Willi Ruder
Wilhelm 'Willi' Ruder (* 24. März 1910 in Bad Nauheim; † 11. Mai 1994 ebendort) war ein deutscher politischer Funktionär (NSDAP).

## Leben und Tätigkeit
Willi Ruder wurde während seines Mathematikstudiums in Gießen von dem späteren Gauleiter Jakob Sprenger für die NSDAP rekrutiert, in die er zum 1. Juli 1929 eintrat (Mitgliedsnummer 135.869).
1933 wurde Ruder Leiter der Abteilung Schulung im Gebiet 13 der Hitler-Jugend.
Von 1934 bis 1943 amtierte Ruder als Gaustabsamtsleiter in der Gauleitung Hessen-Nassau der NSDAP. Zudem war er Ratsherr in Frankfurt am Main.
Anlässlich der Reichstagswahl vom April 1938 kandidierte Ruder als Abgeordneter für das gleichgeschaltete Parlament auf der „Liste des Führers zur Wahl des Großdeutschen Reichstages“, wurde aber nicht gewählt.
Anfang 1943 wechselte Ruder in die Parteikanzlei der NSDAP, das zentrale Steuerungsinstrument zur Führung und Beaufsichtigung des gesamten Parteiapparates der NSDAP. Zum Jahresende 1943 wurde er auf Dauer dieser Dienststelle zugewiesen. Anfang 1944 übernahm er die Leitung des neugeschaffenen Arbeitsstabes für NS-Führungsfragen der Parteikanzlei (Gruppe II F der Parteikanzlei). Der Arbeitsstab war das Gegenstück zu dem auf Befehl Hitlers innerhalb des OKW eingerichteten NS-Führungsstab, den er auf verschiedenste Weise unterstützen sollte, um so nationalsozialistisches Gedankengut in die Wehrmacht hineinzutragen.
Der Arbeitsstab sollte unter Führung der Parteikanzlei die Tätigkeit verschiedener Parteidienststellen koordinieren und wurde relativ kleingehalten. Die Funktionsweise versuchte Ruder im Dezember 1943 wie folgt zu erklären:
„Auf dem Wege über die NS.-Führungsstäbe und NS.-Führungsoffiziere wird die Partei die Grundsätze nationalsozialistischer Führung und Erziehung in die Wehrmacht hineintragen, durch Aufklärung, Besuche von Hoheitsträgern, Abstellung von Rednern, Kommandierungen von Wehrmachtsangehörigen zu Dienststellen der Partei und zu Schulungseinrichtungen der Partei wird in der Wehrmacht das Verständnis für die Partei ihre Aufgabe in Krieg und Frieden geweckt und ein festes Vertrauensverhältnis aufgebaut.“
Im Rahmen seiner Tätigkeit als Leiter des Führungsstabes gehörte Ruder in der letzten Phase des Zweiten Weltkriegs zu den engsten Mitarbeitern von Martin Bormann und erreichte innerhalb der NSDAP den Rang eines Hauptbereichsleiters.